# فلاديمير غادييف
فلاديمير غادييف (بالبلغارية: Владимир Гаджев)‏ (18 يوليو 1987 ببازارجيك في بلغاريا - ) هو لاعب كرة قدم بلغاري في مركز الوسط. شارك مع منتخب بلغاريا تحت 21 سنة لكرة القدم ومنتخب بلغاريا لكرة القدم. أما مع النوادي، فقد لعب مع أنورثوسيس فاماغوستا وباناثينايكوس وكوفنتري سيتي وليفادياكوس وليفسكي صوفيا وأوفي كريت.

## روابط خارجية
- فلاديمير غادييف على موقع قاعدة بيانات كرة القدم.إي يو (الإنجليزية)
- فلاديمير غادييف على موقع ناشيونال فوتبول تيمز (الإنجليزية)
- فلاديمير غادييف على موقع Soccerway.com (الإنجليزية)
- فلاديمير غادييف على موقع عالم كرة القدم.نت (الإنجليزية)